# 長野桂次郎

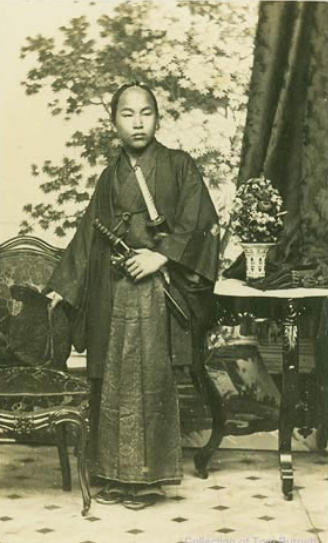
遣米使節・立石斧次郎時代の長野桂次郎。米国では「満月のようにふっくらとした丸顔の陽気で闊達な少年」と描写された

長野 桂次郎（ながの けいじろう、天保14年9月16日〈1843年10月9日〉 - 大正6年〈1917年〉1月13日）は、幕末・明治の通訳、幕臣。別名に立石斧次郎、横尾為八、米田為八、米田桂次郎。少年期に万延元年遣米使節に参加し、トミーの名で米国で話題となった。岩倉使節団にも参加。

## 略歴

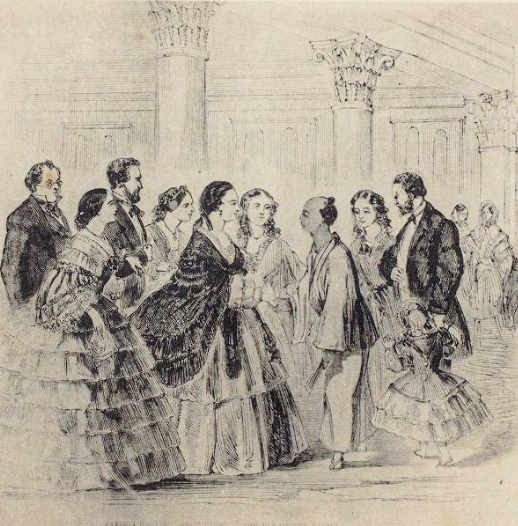
米国婦人に囲まれるトミーこと立石斧次郎（長野桂次郎）。「ご婦人がたのペット」と書かれた

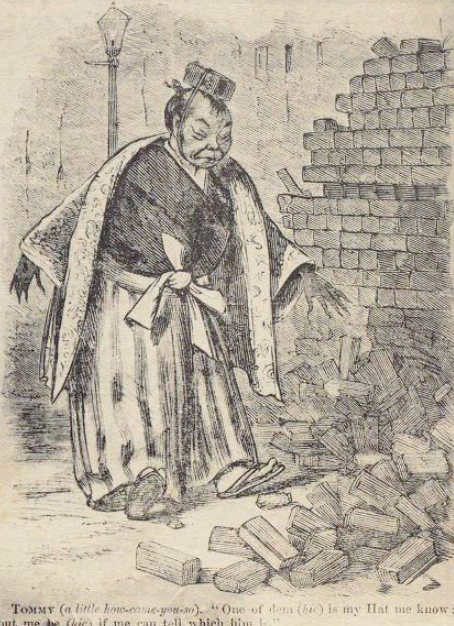
烏帽子がレンガに似ていることを風刺したポンチ絵。トミーがレンガを見ながら「どれかひとつが自分の帽子なのだがどれが誰のかわからない」と言っている

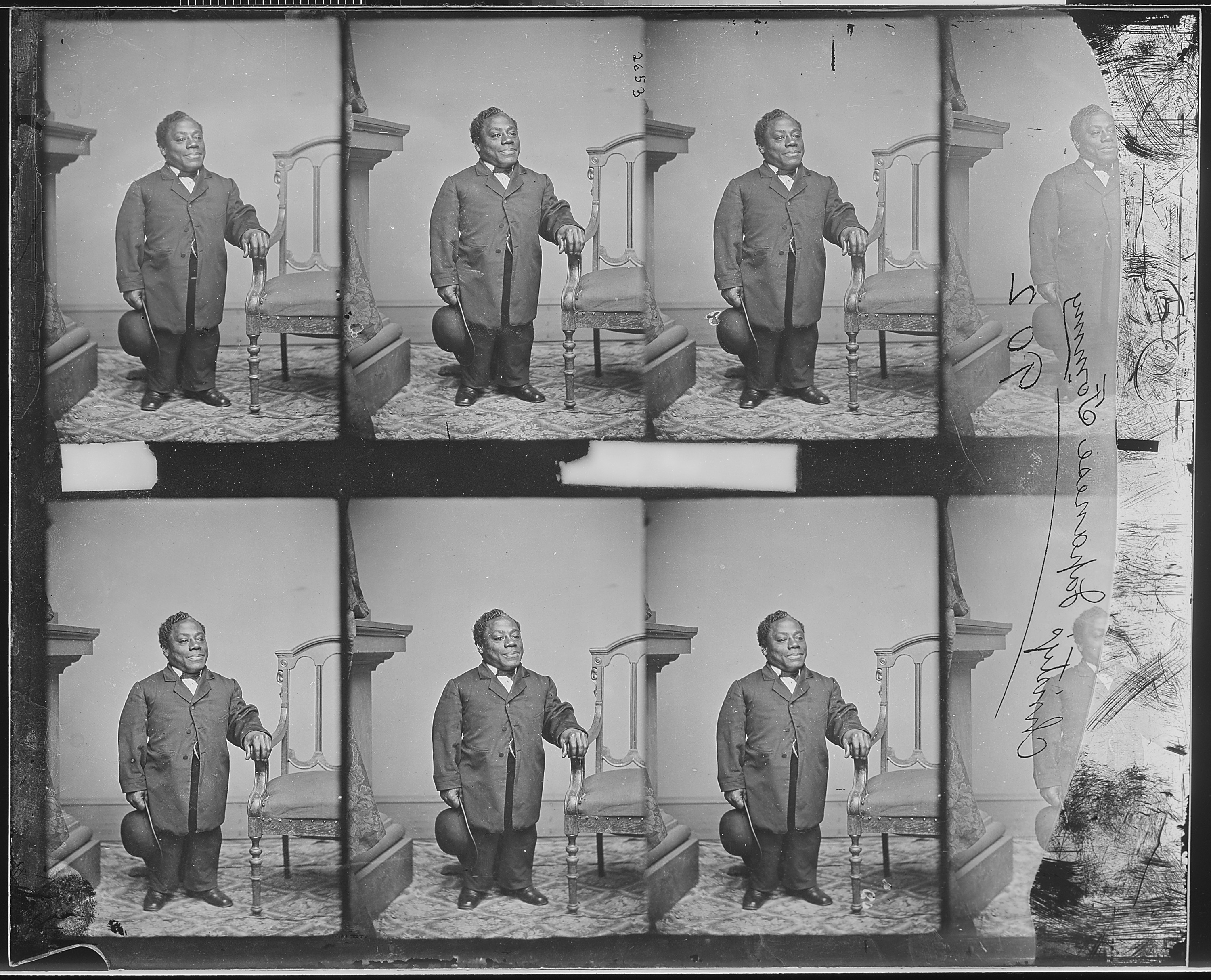
日本人の小人「トミー」としてミンストレル・ショー劇団クリスティーズに出演していた黒人パフォーマートーマス・ディルワード。1860年代前半。当時使節団の日本人の顔が黒く黒人と間違えるといった風刺画も描かれていた。東洋訛りの英語や日本的な身振りのパロディで人気を集めた

旗本・小花和度正の二男・小花和為八として江戸小日向馬場東横町（現・新宿区東五軒町）で生まれる。母方叔父の通詞立石得十郎より蘭語・英語を学び、得十郎に従い伊豆下田で米公使タウンゼント・ハリスらより英語を学ぶ。1858年長崎英語伝習所に入学、1859年神奈川運上所通弁見習となる。
叔父の得十郎とともに1860年の万延元年遣米使節団に無給見習通詞・立石斧次郎として同行し、渡航中より船内の米人と親しく交わり、トミーの愛称で親しまれた。この呼び名は本名の為八のタメから転じたとも、船内のあらゆる所に出没することからピーピング・トム（覗き屋）のトムから転じたとも言われる。米国到着後も、大人の使節たちが幕府に仕える武士として感情を露わにせずかしこまる中、陽気な少年トミーは観衆に投げキッスをするなど愛嬌を振りまき、使節団の道化的存在としてメディアの注目を集め、実は日本のプリンスであるなど虚実ないまぜで面白おかしく連日報道され、実物の日本人を初めて知る米国人の好奇心を掻き立てた。英語ができ、快活で愛想がよく、気取らず社交的な少年と描写されたトミーは、米国の女性たちから何千通ものラブレターやプレゼントが届くほどの人気となり、雑誌の表紙を飾り、「トミー・ポルカ」という歌まで作られた。
2か月間の滞在ののち帰国し、母方の米田姓に改名、御雇通詞となり、開成所教授職並出役、外国奉行御書翰掛を歴任、暗殺された通訳ヘンリー・ヒュースケンの代わりとしてハリスの指名により公使館の通訳も務めた。下谷七軒町に英語塾を開き、三宅秀、益田孝、矢野次郎らが学んだ。1865年歩兵指図役頭取勤方となり、第二次長州征伐に従軍、徳川慶喜の大坂城入りの際には、将軍に謁見するロバート・ヴァン・ヴォールクンバーグ第3代米公使の通訳を務めた。1868年に歩兵頭並となり、戊辰戦争では兄の重太郎とともに出兵し、今市（現・栃木県日光市）で兄を失い、自身も負傷した。隊長の大鳥圭介とともに仙台に逃れたのち、幕府軍の武器調達のために武器商人エドワルド・スネルと上海に密航した。この時、欧州から帰国の途にあった徳川昭武の一行が同地に滞在していた。ただちにスネルと共に面会を申し入れ、水戸徳川家の御曹司である昭武の、旧幕府軍が率いる函館政権への合流を要請した。だが断られ、昭武の随員であった渋沢栄一に諭され、帰国した。先祖に長野氏があったことから苗字を長野に改名した。
1870年、遣米使節団で知り合った福沢諭吉の推薦により、かつて英語塾での教え子だった三宅秀の後任として金沢藩の中学東校（洋学校）の教授となった。英語を教えるだけでなく、学生に爪の手入れを促し、書生の腰手ぬぐいを止めさせるなどハイカラな生活指導も行なった。1871年には岩倉使節団に二等書記官・長野桂次郎として随行した。航海中には、津田梅子ら女子留学生に戯れをかけたとして模擬裁判にかけられた。
1873年に帰国し、工部省鉱山寮に出仕したが、1877年の鉱山寮改組に伴い免職。1878年、一家で北海道に移住して缶詰製造に従事するもうまくいかず、開拓使御用係の職を得、鈴木大亮に随行してウラジオストックに出張するなど外事課御用に従事したが開拓使廃止となり失職。1882年農商務省所属鉄道部（茅沼炭鉱軌道）に移り、岩内鉱山主任となったが、1883年に炭山廃業のため帰農。岩倉使節団で一緒だったハワイ総領事安藤太郎に同行して1887年一家でハワイに渡り、移民監督官を務める。1889年に帰国後は妻の実家の援助で東京の芝で酒屋を開いたのち、大阪控訴院通訳官として単身赴任。晩年は伊豆の戸田村に隠居し、当地で没した。死の直前に受洗し、青山墓地に埋葬された。

## 没後
少年トミーとして米紙を賑わして以降、長い間忘れ去られていた人物だったが、トミーポルカの楽譜が米国人貿易商によって発見されたことが1980年に『毎日新聞』で報道され、孫の桜井成広が名乗りを上げ、その生涯が判明した。

## 家族
- 祖父・小花和八百橘成度（? - 1850年） - 西の丸御書院番[14]。夏目外記信行の三男として生まれ、隣家だった小花和家の養子となった（妻は米田平太郎の娘）[10]。
- 父・小花和度正（1813年 - 1877年） - 漢学に優れ、30歳で昌平黌教授、45歳で従五位下の諸大夫まで出世し、48歳で日光奉行を拝命し内膳正を名乗ったが、3か月ほどで先手鉄砲頭に格下げされ、49歳で御役御免、51歳で隠居した[10]。長命寺の桜餅で知られる山本家の娘で阿部正弘の元妾だったお豊（音節）のもとに身を寄せ、漢詩人として余生を送った[10]。
- 母・クル - 小姓組・米田藤太郎の娘[10]。度正の後妻。
- 叔父・立石得十郎（1829年 - ?） - 長崎オランダ通詞[15]。万延元年遣米使節団に通詞として参加、桂次郎を養子・立石斧次郎として同使節に参加させる。著書に『旧幕使節米航紀行』がある。
- 姉・加藤寿賀 - 長崎奉行組頭・加藤金四郎の妻。
- 兄・小花和重太郎 - 旧幕府第七連隊歩兵指図役頭取[10]。戊辰戦争で戦死。
- 孫・桜井成広 - 桂次郎の長女とめ（命名はトミーに由来）の子[10]。青山学院大学教授
- 曾孫・長野智子 - アナウンサー

## トミー・ポルカ
当時米国ではラテンダンス音楽のポルカが流行っており、彼の人気ぶりにドイツ人音楽家チャールズ・グローブが1860年に作曲した「トミー・ポルカ」 (Tommy Polka) が誕生し、使節団帰国後に社交界で大ヒットとなり、舞踏会で踊られた。
歌詞
Wives and maids by scores are flocking round that charming, little man, Known as Tommy, witty Tommy, Yellow Tommy, from Japan.
人妻も若い娘も群がるかわいい小さな男、その名はトミー、利発なトミー、黄色いトミー、日本からやってきた
ポルカのほか、1860年には異人種を揶揄するナンセンスな歌詞の The Great Japanese Embassy なる曲なども作られており、「ジャパニーズ・トミー」の芸名で人気となった黒人芸人のコミカルなミンストレル・ショーなどの影響もあり、米国における日本人男性に対する滑稽なイメージが形作られた。

## 関連書
- 金井圓『トミーという名の日本人 －日米修好史話』文一総合出版、1979年。
- 遊佐京平『万延元年のポルカ －幕末外交異聞』パンリサーチインスティテュート、1985年。
- 高橋義夫『メリケンざむらい』講談社、1990年。
  - 高橋義夫『メリケンざむらい』（講談社文庫）講談社、1994年。
- 赤塚行雄『君はトミー・ポルカを聴いたか －小栗上野介と立石斧次郎の「幕末」』風媒社、1999年。